# 斎藤宗円
斎藤 宗円（さいとう そうえん、康応元年（1389年） - 宝徳2年9月1日（1450年10月6日））は、室町時代の武将。美濃守護代。宗円は入道名で、諱は利明（としあき）か。父は斎藤祐具。子に利永、妙椿、利任、周倫。越前守と称す。法名は月庭宗円居士。

## 生涯
文安元年（1444年）閏6月19日、京都の土岐屋形において土岐氏の守護代である富島氏を殺害する。この時、逃亡に成功した富島八郎左衛門は、土岐氏被官3名を捕らえて殺害、守護代邸に放火した後、管領畠山持国に事の次第を訴えたが、相手にしてもらえなかったため、一族郎党挙げて美濃に下国、7月10日、垂井で土岐軍と戦い勝利する。更に8月6日、10日の両日、斎藤氏の館に攻め寄せたが、守護土岐持益及び宗円が着陣すると戦闘は小康状態となった。この後、富島氏に替わり美濃守護代となる。
文安3年（1446年）7月5日、宗円は守護方の軍勢を率いて垂井付近の富島氏の陣を攻め、討死する者数百人という激戦を展開した。宝徳元年（1449年）9月10日にも再び富島氏との合戦が起きるが勝敗はつかなかった。
宝徳2年（1450年）9月1日、京都の山名氏邸から守護代邸に帰る途中、近衛油小路で富島氏の手の者により暗殺された。享年62。下剋上を行った者として京都市民の間では評判が悪く、その死を悼む者は少なかったという。